# Protomelittomma
Protomelittomma insulare es un coleóptero de la familia Lymexylidae,
la única especie en el género Protomelittomma.